# Hrob světlušek
Hrob světlušek (japonsky 火垂るの墓, Hotaru no haka) je japonský animovaný film (anime) režiséra Isao Takahaty produkovaný studiem Ghibli. Film je adaptací stejnojmenného autobiografického románu od Akijuki Nosaky. Film vyšel 16. dubna 1988. Příběh vypráví o japonském chlapci Seitovi a jeho sestřičce Secuko a popisuje jejich dramatický osud během druhé světové války.
Mnoho kritiků (zejména Roger Ebert) ho považuje za jeden z nejsilnějších protiválečných filmů vůbec; filmový historik Ernest Rister srovnává film se Spielbergovým Schindlerovým seznamem a dodává, že „jde o nejhlouběji lidský animovaný film, jaký jsem kdy viděl“. Film je diváky ceněn zejména pro svůj mimořádný emocionální náboj, který pak ovšem někteří naopak kritizují jako až přílišný a citově vydírající.
Film byl vytvořen a vydán spolu s filmem Hajao Mijazakiho Můj soused Totoro, který po stránce kulis i příběhu tvoří v mnoha směrech jeho zrcadlový obraz. Při produkci si prý animátoři často nebyli jisti, do kterého z filmů náleží ten který obraz. Filmy byly zpočátku často promítány současně, Můj soused Totoro měl sloužit k odlehčení smutného tónu Hrobu světlušek.
Název Hrob světlušek není oficiální (film ještě nebyl v Česku distribuován), jde o název zvolený amatérskými českými překladateli titulků – poněvadž jde však o jediný český překlad, v českém prostředí se poměrně rozšířil. Film je známý i pod svým anglickým názvem Grave of the Fireflies.